# Shinji Nakano (pilote automobile)
Pour les articles homonymes, voir Nakano (homonymie) et Shinji Nakano.
Shinji Nakano (中野 信治, Nakano Shinji), né le 1er avril 1971 à Takatsuki au Japon, est un pilote automobile japonais, qui disputa le championnat du monde de Formule 1 pendant deux saisons, en 1997 et 1998.

## Biographie

### Les débuts

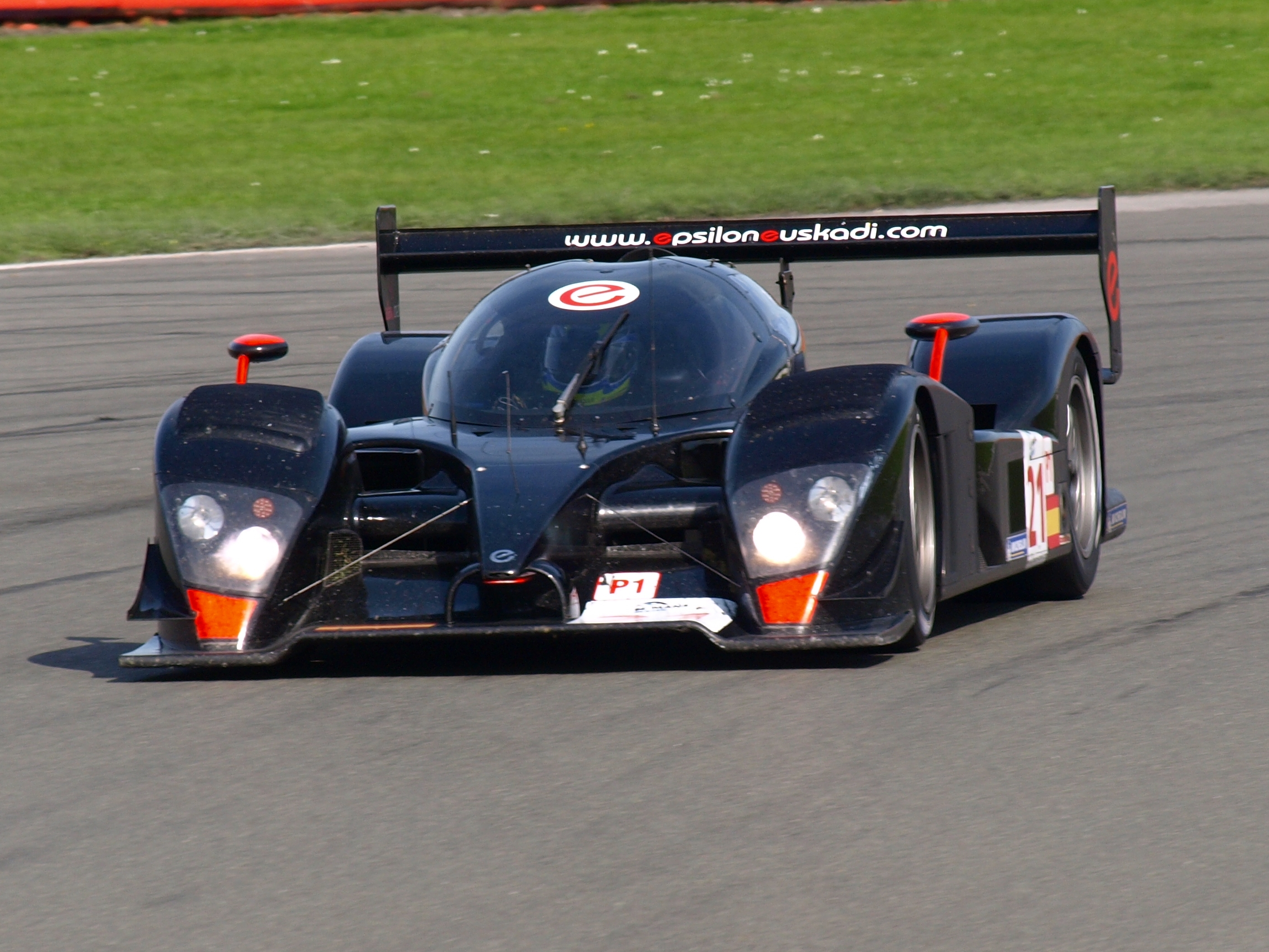
Shinji Nakano en 2008 aux 1000 km de Silverstone sur l'Epsilon Euskadi

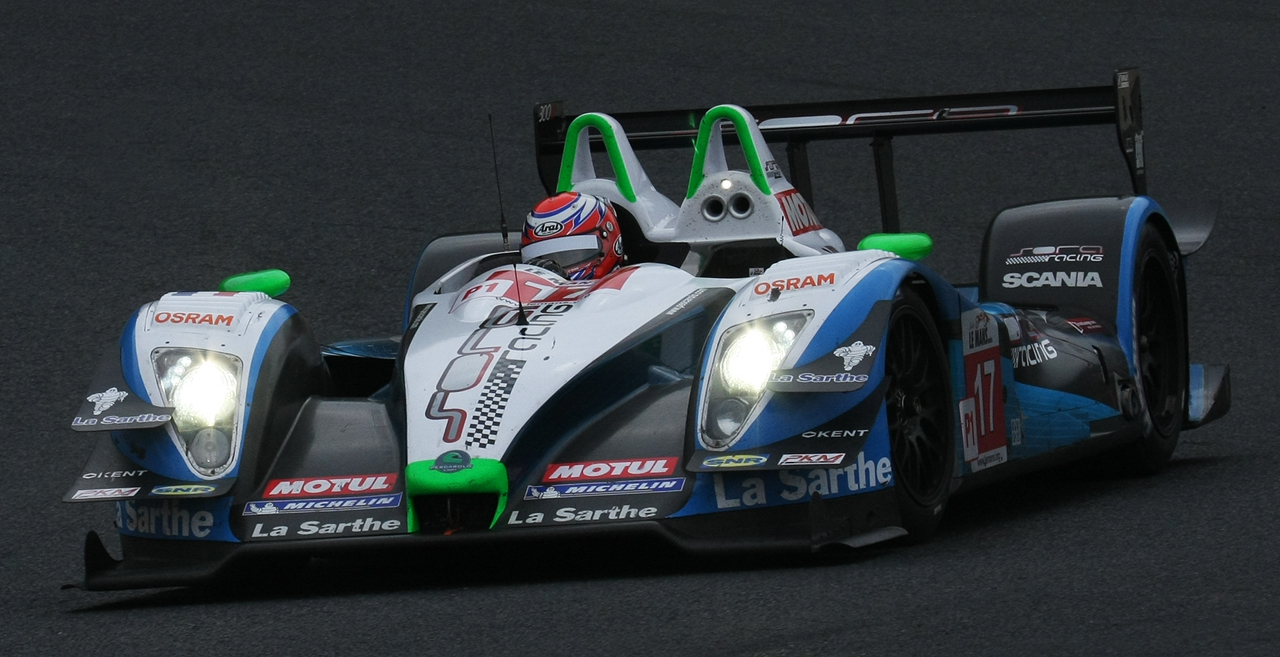
En 2009 sur la Pescarolo-Judd lors des 1000 km d'Okayama

Brillant kartman au Japon, Nakano accède au sport automobile en 1989, dans le championnat du Japon de Formule 3. Après un crochet de deux années en Europe, au cours desquelles il dispute en 1990 le championnat britannique de Formule Vauxhall, puis en 1991 la Formula Opel EuroSeries avec l'équipe de Paul Stewart, il retourne au Japon en 1992 pour disputer les championnats nationaux de Formule 3 puis de Formule 3000, avec un succès mitigé.

### La Formule 1
En 1996, Nakano effectue ses premiers tours de roue en Formule 1 en faisant débuter la monoplace japonaise Dome F105-Mugen Honda dans le cadre d'essais privés,. Le projet Dome n'aboutit pas, mais par l'entremise de Honda, il est recruté fin 1996 par l'écurie française Ligier-Mungen-Honda, en échange d'une sensible baisse du tarif de fourniture du moteur nippon.
Au cœur de l'hiver, Ligier est racheté par l'ancien champion du monde Alain Prost sans que cela ne remette en cause l'engagement de Nakano, qui débute donc en course à l'occasion du GP d'Australie 1997 au volant de la Prost-Mungen-Honda. Les débuts sont difficiles et il casse beaucoup de voitures. Rapidement, de vives tensions apparaissent autour de Nakano, dont les performances sont loin de celles de son coéquipier Olivier Panis. Pour stigmatiser le manque de compétitivité de son pilote, Prost n'hésite pas à parler de « voiture morte » et ne cache pas son désir de le remplacer par un pilote plus performant (le nom d'Emmanuel Collard est alors régulièrement cité),. Mais Mugen Honda refuse le moindre compromis avec Prost (déjà engagé avec Peugeot pour les saisons suivantes) et obtient le maintien de son pilote. Au GP du Canada, Nakano marque son premier point (en raison de l'accident de Panis, ce résultat est obtenu dans l'indifférence générale) et récidive de manière probante lors du GP de Hongrie, où il termine devant Jarno Trulli, l'autre pilote Prost GP.
En 1998, logiquement non retenu par Prost GP, Nakano trouve refuge chez Minardi, où il ne peut espérer mieux que les fonds de grille. Sans volant de titulaire pour la saison 1999, il obtient grâce à Mugen-Honda le poste de pilote essayeur de l'écurie Jordan,, avant de devoir quitter la Formule 1, faute de débouchés.

### Reconversion: CART et Endurance
À partir de la saison 2000, Nakano part tenter sa chance en Amérique du Nord dans le championnat CART (dont Honda est l'un des motoristes les plus en vue), mais sans obtenir de résultats notables durant les trois saisons qu'il passe dans la discipline. Il dispute également les 500 miles d'Indianapolis en 2003, là encore sans réussite.
Nakano est à présent spécialisé dans les épreuves d'Endurance, au Japon comme en Europe. En six participations aux 24 Heures du Mans, il n'a rallié qu'une seule fois l'arrivée, en 2011. En 2013 il casse sa voiture dans les dernières secondes du warm up, au virage Porsche. La voiture est réparée à temps pour le départ, mais au début de la nuit il sort au même endroit et doit définitivement abandonner.

## Résultats en championnat du monde de Formule 1
| Saison | Écurie                  | Châssis | Moteur          | Pneus       | GP disputés | Points inscrits | Classement |
| ------ | ----------------------- | ------- | --------------- | ----------- | ----------- | --------------- | ---------- |
| 1997   | Prost Gauloises Blondes | JS45    | Mugen-Honda V10 | Bridgestone | 17          | 2               | 16e        |
| 1998   | Fondmetal Minardi Team  | M198    | Cosworth V10    | Bridgestone | 16          | 0               | Nc.        |

| Année | Écurie                     | Châssis      | Moteur                       | 1        | 2        | 3        | 4        | 5        | 6        | 7      | 8        | 9      | 10      | 11       | 12       | 13      | 14       | 15       | 16       | 17      | Classement | Points |
| ----- | -------------------------- | ------------ | ---------------------------- | -------- | -------- | -------- | -------- | -------- | -------- | ------ | -------- | ------ | ------- | -------- | -------- | ------- | -------- | -------- | -------- | ------- | ---------- | ------ |
| 1997  | Prost Gauloises Blondes    | Prost JS45   | Mugen-Honda MF-301HB 3.0 V10 | AUS 7e   | BRA 14e  | ARG Abd. | SMR Abd. | MON Abd. | ESP Abd. | CAN 6e | FRA Abd. | GBR 11 | GER 7e  | HUN 6e   | BEL Abd. | ITA 11e | AUT Abd. | LUX Abd. | JPN Abd. | EUR 10e | 18e        | 2      |
| 1998  | Fondmetal Minardi Team SpA | Minardi M198 | Ford JD Zetec-R 3.0 V10      | AUS Abd. | BRA Abd. | ARG 13e  | SMR Abd. | ESP 14e  | MON 9e   | CAN 7e | FRA 17e  | GBR 8e | AUT 11e | GER Abd. | HUN 15e  | BEL 8e  | ITA Abd. | LUX 15e  | JPN Abd. |         | NC         | 0      |

## Résultats aux 24 Heures du Mans
| Année | Voiture                        | Équipe                    | Équipiers                                 | Résultat |
| ----- | ------------------------------ | ------------------------- | ----------------------------------------- | -------- |
| 2005  | Courage C60H-Judd              | Courage Compétition       | Jonathan Cochet / Bruce Jouanny           | Abandon  |
| 2006  | Courage LC70-Mugen Motorsports | Courage Compétition       | Jean-Marc Gounon / Haruki Kurosawa        | Abandon  |
| 2007  | Creation CA07-Judd             | Creation Autosportif Ltd. | Jamie Campbell-Walter / Felipe Ortiz (de) | Abandon  |
| 2008  | Epsilon Euskadi ee1-Judd       | Epsilon Euskadi           | Jean-Marc Gounon / Stefan Johansson       | Abandon  |
| 2011  | OAK Pescarolo 01               | OAK Racing                | Nicolas de Crem / Jan Charouz             | 14e      |
| 2013  | Delta-ADR (en) Oreca 03-Nissan | Delta-ADR (en)            | Tor Graves / Archie Hamilton (pl)         | Abandon  |
| 2016  | Oreca 03R - Judd               | Race Performance          | Nicolas Leutwiler / James Winslow         | 17e      |